# Distrito de Bitterfeld
El Distrito de Bitterfeld (en alemán Landkreis Bitterfeld) fue un Landkreis (distrito) ubicado al sudoeste del estado federal de Sajonia-Anhalt (Alemania). Los territorios vecinos por el norte correspondían a la ciudad independiente ( kreisfreie Stadt) conocida como Dessau (actualmente parte de Dessau-Roßlau), al noroeste limitaba con el distrito de Wittenberg, al sudoeste con el distrito sajón de Delitzsch, al sudeste limitaba con el Saalkreis y al oeste con el distrito de Köthen. La capital del distrito era la ciudad de Bitterfeld (actualmente parte de Bitterfeld-Wolfen).
Fue creado en 1816 por el reino de Prusia como un distrito de la provincia de Sajonia, tras adquirir Prusia parte del reino de Sajonia en el Congreso de Viena. El distrito desapareció en la reforma territorial de 2007 al integrarse en el distrito de Anhalt-Bitterfeld.

## Composición del distrito
(Habitantes a 30 de junio de 2006)
Municipios/ciudades
1. Sandersdorf (9.658)
2. Zörbig, Ciudad (9.680)

Municipios administrativos
| Residencia de la administración * | |
| - 1. Verwaltungsgemeinschaft Bitterfeld 1. Bitterfeld, Ciudad * (15.709) 2. Brehna, Ciudad (2.974) 3. Friedersdorf (1.964) 4. Glebitzsch (659) 5. Holzweißig (3.189) 6. Mühlbeck (965) 7. Petersroda (622) 8. Roitzsch (2.608) - 2. Verwaltungsgemeinschaft Muldestausee-Schmerzbach 1. Burgkemnitz (822) 2. Gossa (885) 3. Gröbern (645) 4. Krina (720) 5. Muldenstein (2.145) 6. Plodda (464) 7. Pouch (1.712) 8. Rösa (921) 9. Schlaitz * (1.005) 10. Schwemsal (657) | - 3. Verwaltungsgemeinschaft Raguhn 1. Altjeßnitz (492) 2. Jeßnitz (Anhalt), Ciudad (3.757) 3. Marke (400) 4. Raguhn, Stadt * (3.707) 5. Retzau (394) 6. Schierau (855) 7. Thurland (417) 8. Tornau vor der Heide (494) - 4. Verwaltungsgemeinschaft Wolfen 1. Bobbau (1.679) 2. Greppin (2.807) 3. Thalheim (1.506) 4. Wolfen (Ciudad)Wolfen, Ciudad * (24.566) |